# Lukas Lerager
Lukas Lerager (Gladsaxe, 12 de julho de 1993) é um futebolista dinamarquês que atua como meio-campo. Atualmente, joga pelo Copenhague.

## Carreira
Foi convocado para defender a Seleção Dinamarquesa de Futebol na Copa do Mundo de 2018.